# نوی‌اشتات آم روبنبرگه
شهر نوی‌اشتات آم روبنبرگه (به آلمانی: Neustadt am Rübenberge) در ایالت نیدرزاکسن در کشور آلمان واقع شده‌است.